# Cymindis chevrolati
Cymindis chevrolati es una especie de coleóptero de la familia Carabidae.

## Distribución geográfica
Habita en México.